# Italaman
Italaman is een monotypisch geslacht van spinnen uit de  familie van de Anyphaenidae (buisspinnen).

## Soort
- Italaman santamaria Brescovit, 1997